# Студенок (Желєзногорський район)
Студенок (рос. Студенок) — присілок в Желєзногорському районі Курської області Російської Федерації.
Населення становить 2019 осіб. Входить до складу муніципального утворення Студенокська сільрада.

## Історія
Населений пункт розташований на території українського етнічного та культурного краю Східна Слобожанщина.
Від 2004 року входить до складу муніципального утворення Студенокська сільрада.

## Населення
| 1853  | 1866 | 1877 | 1897 | 1926 | 1979  | 2002  |
| ----- | ---- | ---- | ---- | ---- | ----- | ----- |
| 694   | ↘678 | ↗714 | ↘679 | ↘561 | ↗1250 | ↗2110 |
| 2010  |      |      |      |      |       |       |
| ↘2019 |      |      |      |      |       |       |